# Ali Sabieh
Ali Sabieh er en by i det sydlige Djibouti, med et indbyggertal på 71.230 (2012) indbyggere. Byen er hovedstad i en region af samme navn, og er landets næststørste by.